# Rissoella venezolanicola
Rissoella venezolanicola is een slakkensoort uit de familie van de Rissoellidae. De wetenschappelijke naam van de soort is voor het eerst geldig gepubliceerd in 2011 door Caballer, Ortea & Narciso.